# The Greatest Hits - Remixed
The Greatest Hits - Remixed è il quattordicesimo album di Fatboy Slim pubblicato a settembre 2007.
È la continuazione dell'album Why Try Harder: Greatest Hits pubblicato nel 2006

## Tracce

### CD 1
1. Right Here Right Now
2. Song For Shelter
3. Everybody Needs A 303
4. Weapon Of Choice
5. Rockafeller Skank
6. Star 69
7. Praise You
8. Sunset Bird Of Pray
9. Love Island
10. Fucking In Heaven
11. Kidda's Fatboy Bouillabaisse

### CD 2
1. Don't Let The Man Get You Down
2. Retox
3. Mi Bebe Masoquista
4. Journey
5. Jin Go Lo Ba
6. The Joker
7. Wonderful Night
8. Talking About My Baby
9. Ya Mama
10. Champion Sound